# Władysław Wojdałowicz
Władysław Wojdałowicz (ur. 12 marca 1854 w Poznaniu, zm. 16 września 1915 w Warszawie) – aktor, reżyser i nauczyciel.

## Życiorys
Urodził się 12 marca 1854 Poznaniu w rodzinie Grzegorza i jego żony Marii z Cześlickich, miał młodszego brata Michała również aktora. Uczył się w Poznaniu i w 1873 debiutował w zespole Ignacego Kalicińskiego. Grał w teatrze poznańskim i od września 1874 przez kolejnych 10 lat grał w teatrze w Krakowie.
W latach 1883-90 był aktorem teatru lwowskiego gdzie również reżyserował. Występował gościnnie w warszawskich teatrach ogródkowych Alhambra i Wodewil. W styczniu 1891 został zaangażowany do zespołu WTR gdzie pracował do końca życia.
Warunki fizyczne – niski wzrost, pyzata twarz i wczesna łysina, predestynowały go do grania roli komicznych w dramatach i komediach. W swoim repertuarze miał m.in. role:
- Walentego w "Polowaniu na męża",
- Pana Damazego w "Panu Damazym",
- Sir Tobiasza Czkawkę w "Wieczorze Trzech Króli",
- Poczciwskiego w "Po śmierci cioci",
- Pococka w "Pojedynku szlachetnych",
- Prezesowicza w "Pracowitych próżniakach",
- Dzieńdzierzyńskiego w "Rozbitkach",
- Dziszewskiego w "Radcy pana radcy",
- Ciepiszewskiego i Kłopotkiewicza w "Gęsiach i gąskach",
- Ciaputkiewicza w "Grubych rybach",
- Telesfora w "Domu otwartym",
- Dyndalskiego w "Zemście",
- Hilarego w "Ciotce na wydaniu",
- Zabawnickiego i Klepackiego w "Wicku i Wacku",
- Szumbalińskiego w "Posażnej jedynaczce",
- Ignacy w "Marcowym kawalerze",
- Klapkiewicza w "Przed ślubem",
- Wojniczka w "Bagienku".

20 stycznia 1907 obchodził jubileusz trzydziestolecie pracy grając Falstaffa w "Wesołych kumoszkach z Windsoru". W latach 1912-15 uczył w Szkole Aplikacyjnej w Warszawie.
W listopadzie 1877 poślubił w Krakowie Aleksandrę Urbanowicz. Zmarł 16 września 1915 w Warszawie.